# Gordy
Gordy é um filme estadunidense de 1995, do gênero comédia dramática e aventura, dirigido por Mark Lewis.
O filme foi lançado nos cinemas em 12 de maio de 1995. Foi distribuído pela Miramax Family Films.

## Sinopse
Trata-se de um porquinho chamado Gordy que procura por sua família (levada para um matadouro em Omaha, Nebraska). Gordy experimenta a vida de outros que fazem parte de parcelas do filme colaterais, incluindo viajar cantores de música country Lucas McAllister e sua filha Jinnie Sue; e solitário garoto Hanky Royce cuja mãe está noiva de um empresário de sinistro, Gilbert Sipes. Gordy muda vidas para as pessoas que ele encontra, devido à sua capacidade de compreendê-lo.

## Elenco
- Doug Stone como Luke MacAllister
- Kristy Young como Jinnie Sue MacAllister
- Tom Lester como Cousin Jake
- Deborah Hobart como Jessica Royce
- Michael Roescher como Hanky Royce
- James Donadio como Gilbert Sipes
- Ted Manson como Henry Royce
- Tom Key como Brinks
- Jon Kohler e Afemo Omilami como Dietz e Krugman

### Vozes
- Justin Garms como Gordy
- Hamilton Camp como o pai de Gordy e Richard the Rooster
- Jocelyn Blue como a mãe de Gordy
- Frank Welker como o narrador
- Tress MacNeille como Wendy, a parceira de Richard
- Earl Boen como Minnesota Red
- Frank Soronow como Dorothy the Cow
- Billy Bodine como porquinho
- Blake McIver Ewing como porquinho
- Julianna Harris como porquinho
- Sabrina Weiner como porquinho
- Heather Bahler como porquinho
- Jim Meskimen como a voz de Bill Clinton

## Recepção
Junto com geralmente resenhas negativas, Gordy foi ofuscado por Babe, um outro filme família que contou com um porquinho jovem que falou. O agregador de resenhas Rotten Tomatoes deu o filme uma classificação de 26% com base em 19 comentários. Tanto Babe e Gordy eram lançado no mesmo ano. Mas conquanto Gordy foi lançado primeira, ele não teve muito sucesso, enquanto Babe alcançou o topo bilheteria, ganhou vários prêmios (incluindo uma Oscar de melhores efeitos visuais) e lançada uma sequência.